# Цикорија
Цикорија (Cichorium intybus), позната самоникла лековита и јестива биљка, најраспрострањенија је врста истоименог рода. То је коровска биљка, вероватно пореклом из Јужне Европе, данас распрострањена широм Европе и Азије, на различитим стаништима. Најчешће се сакупља на природним стаништима, али се последњих година све чешће и гаји, ради корена, листова и расцветалих цвасти.
У неким изворима име рода изводи се из грчке речи kichora, kichoria, kichorion или kichoreia, што је настало од речи kio=ићи и chorion=пољана, а односи се на место где се биљка може срести. Име врсте настало је од латинског назива за ову биљку intybus.
Други домаћи називи који се могу срести су и: водопија, плава водопија, радич, модрица, жућеница, коњогриз, водоплав, женетрга, цигура, змијина трава, голица, гологуза, гологуза лоћика, кажипут, коњска трава, подрожник и друга.

## Распрострањеност
Цикорија је распрострањена широм умерене и суптропске зоне Евроазије и источне Африке, а потиче вероватно из јужне Европе. Први писани подаци о овој биљци налазе се у староегипатским папирусима, а касније је помињу и антички писци Теофраст, Диоскорид, Гален и Плиније.

## Опис биљке
Цикорија је вишегодишња зељаста биљка - трајница, чији сви делови имају млечно бели сок горког укуса, нарочито млађе јединке. Корен је вишегодишњи, вретенаст и задебљао, код старијих биљака одрвенео. Главни корен је дугачак до 20 cm, док секундарни коренови расту и до 50 cm у дубину. Корен је споља нешто тамне боје, а изнутра готово бео.
У пролеће образује приземну лисну розету, а касније се из кореновог врата развија више стабала. Стабло је усправно, чврсто, уздужно избраздано, наизменично поседнуто ситним листовима. У горњем делу је јако разгранато. На врховима стабла и грана налазе се главичасте цвасти.
Листови розете су крупни, дугуљасти, перасто урезани и назубљени. Горњи листови су ситни, копљасти, назубљени, седећи, наизменично распоређени на стаблу. Лиска је прекривена ситним, оштрим длачицама.
Цветови су светло до тамноплаве боје, ређе ружичасти или бели. Скупљени су у звездасте главичасте цвасти које се развијају на сасвим кратким цветним дршкама на врховима грана и у пазуху листова. Цикорија цвета од јуна до септембра. Семе је ситна ахенија светломрке боје.
- Цикорија на природном станишту рано у пролеће
- Одрасла биљка у цвету
- Корен
- Лисна розета
- Стабло, разгранато при врху, са наизменично распоређеним листовима и цветовима на врху грана
- Цвет
- Варијетет белих цветова
- Варијетет ружичастих цветова
- Семе

## Услови станишта
Цикорија расте на различитим теренима, уз путеве и пруге, у живицама, на ливадама, пољима и ободима шума, и пустим, необрађеним местима. Најбоље расте на положајима са пуно светла, али успева и у хладовини.
- Цикорија на необрађеној ливади
- Цикорија на запуштеном земљишту уз пругу

### Узгој
У почетку се цикорија сакупљала у природи, али је познато да се већ половином 8. века, у доба владавине Карла Великог, узгајала у вртовима, а оплемењена цикорија се у Европи гаји од 17. века. Највише се гаји у Белгији, Чешкој, Словачкој и Пољској, а на просторима бивше Југославије са производњом цикорије као пољопривредне културе почело се 1921. године. Селекцијом су произведени различити култивари: са крупнијим, задебљаним кореном, за производњу цигуре, замене за кафу (C. i. var. sativa) или са крупнијим, мање горким листовима, готово равног обода, који се користи као укусно поврће (C. i. var. foliosum). Код нас се најчешће гаји култивар Магдебуршки радич (Магдебургер)
За узгој цикорија захтева средње лака, плодна земљишта са довољно влаге. Гаји се две године, а размножава се сетвом на стално место или производњом расада. Прилично је отпорна на штетнике, па се заштита обавља само у случају већих напада болести или штеточина.
Листови цикорије беру се у пролеће, пре цветања, када су биљке младе и у фази розете. Беру се добро развијени доњи листови и листови из средине, никада више од 1/3 лисне масе, како би се биљци омогућио неометан даљи развој. Цветне гранчице са цвастима беру се у периоду пуног цветања. Корен се вади у јесен, када је најдебљи и најбогатији лековитим материјама. Надземни делови се суше природним путем, или у сушарама на 40-50 °C. Корен се после вађења добро опере, исече на ситније комаде и суши у сушарама на 60-70 °C.

#### Белгијска ендивија
Постоји и посебна врста ендивије, познатија као белгијска ендивија, односно witloof у Белгији или бели морнар (blue sailor) у САД. То је заправо форма крупнолисне цикорије (Cichorium intybus var. foliosum), а односи се на бледе, уске главице, произведене форсирањем или узгојем у мраку великих, зрелих коренова цикорије.
Узгој белгијске ендивије спада међу најкомпликованије у повртарству, а одвија се у две фазе. Прва фаза траје око 150 дана. Током овог периода садница цикорије, произведена из семена, нормално расте у лиснату зелену биљку са дубоким кореном. Након овог периода одраслим биљкама одсеца се надземни лиснати део, а коренови се ваде и складиште у хладњачу, где их чека период мировања. У зависности од потреба тржишта коренови се узимају из хладњаче и припремају за други раст. Ова фаза траје 28 дана и одвија се у мрачним, хладним и влажним просторијама за форсирање раста, сличним објектима у којима се гаје шампињони. Производ који се том приликом добија је чисто бела главица чврсто стиснутих листова, од којих су само спољна два видљива. Квалитетна главица треба да буде дебела најмање један центиметар и дуга четири и по центиметара.

## Употреба
Цикорија се у народној исхрани и народној медицини користи од давнина. У старом Риму употребљавала се као салата, али и као лек за стомачне проблеме. Познато је да се користила за справљање напитка сличног кафи и пре него што је кафа стигла у Европу. Тако се у једном спису С. Алпина, професора Универзитета у Падови, из 1580. године тврди да је напитак „турске кафе” по укусу сличан напитку од цикорије.

### Употреба у народној медицини
Цикорија се чешће користи у народној него у научној медицини. Употребљава се као неотровна дрога за лечење органа за варење, пре свега за побољшавање апетита, јачање желуца, боље варење хране, као и за обилније излучивање мокраће и жучи. Користи се и као средство за јачање и саставни је део мешавина за пролећно чишћење организма. За јачање организма и против малокрвности употребљава се сок свежег надземног дела биљке. Чај од осушеног корена користи се код болести јетре и жучних путева.
Корен цикорије богат је инулином, полисахаридом који хидролизом у људском организму даје само левулозу (фруктозу или воћни шећер), па се у народној медицини препоручује у исхрани дијабетичара.

### Употреба у исхрани
Као поврће се употребљавају млади, приземни листови, који су пре избијања стабљике веома слични листовима маслачка, па се често могу заменити, што није опасно, пошто и маслачак има сличну употребу. Спремају се на различите начине, најчешће у салатама или као вариво, попут спанаћа. Како им је укус горак, листови цикорије најчешће се мешају са другим зеленим поврћем. На Медитерану су омиљено поврће. У Немачкој се као вариво или салата једе и младо скувано корење, које се посебно препоручује као храна за дијабетичаре.
Цикорија се користи и као замена за кафу (дивка или цигура) тако што се корен испече и самеље у прах, а затим скува, процеди. Густи садржај се додаје кафи у односу 3:1 (кафа:цикорија).

### Хемијски састав
Као дрога најчешће се користи корен (Cichorii radix), ређе надземни део (Cichorii herba), док се у исхрани користи младо лишће. 
- У корену се налази највише инулина (до 50%), горки састојци (интибин 0,003-0,1%), сесквитерпенски лактони (лактуцин и лактукопикрин) у млечном соку, пентозани и др.
- Цвет садржи гликозид цикорин[5]
- Млади богати су витамином Ц и каротином

## Занимљивости
Листови цикорије, или жућенице како је зову у Боки Которској, на Медитерану су веома популарно самоникло поврће. Улазе као главни састојак у многа традиционална јела. Зато се, у част овој здравој и укусној биљци, у Тивту од 2005. године крајем маја или почетком јуна сваке године организује традиционална гастро-туристичка манифестација „Жућеница фест”. Осим изложбе традиционалних јела, ова манифестација обухвата и низ културних догађаја.
Цикорији, односно жућеници посвећена је и Књига о жућеници аутора Маша Чекића и Блаженке Вучуровић. У књизи су дати бројни рецепти, али и многе занимљивости.